# نوچیو برتونه
جوزپه برتونه (به انگلیسی: Giuseppe Bertone) که «نوچیو» نیز نامیده می‌شود (۴ ژوئیه ۱۹۱۴، در تورین – ۲۶ فوریه ۱۹۹۷، در تورین) یک طراح و سازنده خودرو بود. او پس از جنگ جهانی دوم، کاروتزریا برتونه را از پدرش، جیووانی، تصاحب کرد، و تجارت کوچک را به یک ساختمان اتومبیل و طراحی نیروگاه توسعه داد. پس از مسابقات فیات، OSCA، مازراتی و فراری، برتونه به سمت ساخت و ساز رفت و با ساخت نخستین خودروی خود، سری ۲۰۰ ام‌جی، در نمایشگاه موتور تورین ۱۹۵۲ موافقت کرد. او در آن سال در نمایشگاه اتومبیل پاریس با یک کانسپت آبارث توجهات را به خود جلب کرد و برای طراحی جایگزین آلفارومئو دیسکو ولانته انتخاب شد. این خودروهای به اصطلاح بی‌ای‌تی (Berlina Aerodinamica Tecnica) از شاسی آلفارومئو ۱۹۰۰ اسپرینت استفاده می‌کردند. برتونه همچنین مسئول طراحی سری اسکوترهای معروف Lambretta GP/DL و سری اسکوترهای Luna است.

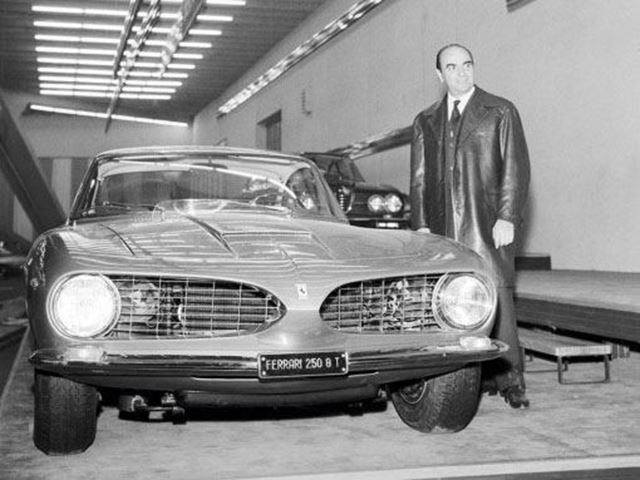
نوچیو برتونه با فراری ۱۹۶۲ ۲۵۰ جی‌تی SWB برتونه طراحی شده توسط جورجتو جوجارو

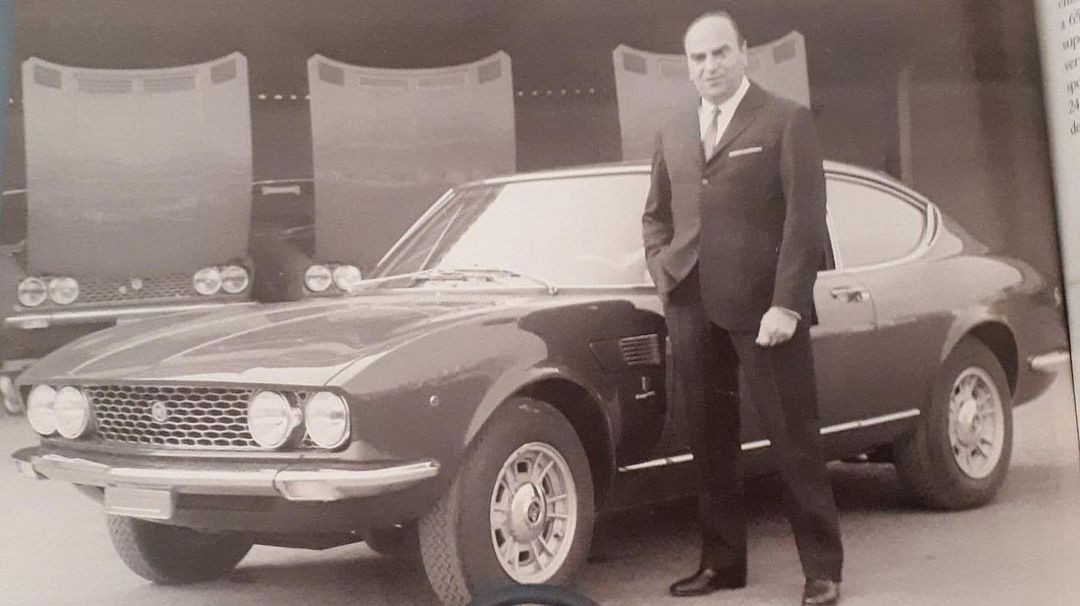
نوچیو برتونه با Fiat Dino 1967 (همچنین توسط جورجتو جوجارو)

دو سال بعد در تورین، برتونه کانسپت استورم زد را بر پایه شاسی دوج در کنار آخرین کانسپت بی‌ای‌تی خود و نمونه اولیه آلفارومئو جولیتا اسپرینت معرفی کرد که محصول اصلی این شرکت برای سال‌های آینده خواهد بود. برتونه در سال ۱۹۶۰ بیش از ۳۱۰۰۰ بدنه از جمله فیات ۸۵۰ اسپایدر، فیات دینوس، کوپه سیمکا 1200S، آلفارومئو مونترال و لامبورگینی ساخت. صدمین طرح او یک فورد موستانگ ویژه بود که در نمایشگاه خودروی نیویورک در سال ۱۹۶۵ معرفی شد و توسط اتوموبیل کوارترلی سفارش داده شد. از سال ۱۹۷۲ تا ۱۹۸۹ فیات X1/9 ساخته شد.
برتونه فلسفه خود را هنگام معرفی فیات ۸۵۰ خلاصه کرد:
«نقش ما تولید بدنه خودرو است که روی آن روندهای استایل را تحمیل می‌کنیم، نمونه‌های اولیه می‌سازیم، طراحی، روش‌های تولید و ابزارآلات را توسعه می‌دهیم. طبیعتاً ما آنها را به مقدار تولید می‌کنیم.»
طراحی‌های فراری برتونه یک حرکت رادیکال برای آن شرکت بود و خشم رقیب پینینفارینا را برانگیخت. دو کوپه ۲۵۰جی‌تی او تنها پیشگویی از ۳۰۸جی‌تی۴ بحث‌برانگیز دهه ۱۹۷۰ بودند.
او در سال ۲۰۰۶ به تالار مشاهیر خودرو و تالار مشاهیر خودرو اروپا راه یافت. او با لیلی ازدواج کرد و دو دختر داشت.